# Atrichopogon hortorum
Atrichopogon hortorum är en tvåvingeart som först beskrevs av Weyenbergh 1883.  Atrichopogon hortorum ingår i släktet Atrichopogon och familjen svidknott. Inga underarter finns listade i Catalogue of Life.